# Lochriea
Genre
Lochriea est un genre de conodontes du Carbonifère.

## Systématique
Le genre Lochriea a été créé en 1942 par le géologue et paléontologue américain Harold W. Scott (1906-1998),.

## Liste d'espèces
Selon Paleobiology Database (24 juin 2022) :
- † Lochriea commutata Branson & Mehl, 1941
- † Lochriea homopunctatus Ziegler, 1960

## Utilisation en stratigraphie
Le Viséen, le second étage du Mississippien (Carbonifère inférieur), contient quatre biozones à conodontes :
- la zone de Lochriea nodosa ;
- la zone de Lochriea mononodosa ;
- la zone de Gnathodus bilineatus ;
- la zone de Gnathodus texanus.

Le Serpukhovien, le troisième étage du Mississippien, inclut quatre biozones à conodontes :
- la zone de Gnathodus postbilineatus ;
- la zone de Gnathodus bollandensis ;
- la zone de Lochriea cruciformis ;
- la zone de Lochriea ziegleri.

## Publication originale
- (en) Harold W. Scott, « Conodont Assemblages from the Heath Formation, Montana », Journal of Paleontology, Société de paléontologie, vol. 16, no 3,‎ mai 1942, p. 293-300 (ISSN 0022-3360 et 1937-2337, JSTOR 1298905).